# Soyécourt
Soyécourt (picardisch: Soucourt) ist eine nordfranzösische Gemeinde mit 189 Einwohnern (Stand 1. Januar 2022) im Département Somme in der Region Hauts-de-France. Die Gemeinde gehört zum Kanton Ham und ist Teil der Communauté de communes Terre de Picardie.

## Geographie
Die vom Ackerbau geprägte Gemeinde liegt rund fünf Kilometer nördlich von Chaulnes in der Santerre auf einem Tertiärplateau. Das Gemeindegebiet erstreckt sich im Norden über die Départementsstraße 1029 (Teil des Systems der Chaussée Brunehaut) hinaus und im Süden bis über die Autoroute A29 hinaus. Im Norden der Gemeinde liegt der Wald Bois de Soyécourt. Zu Soyécourt gehört der Weiler Wallieux mit einem Wäldchen sowie der Ortsteil Marcelet um Kirche und Mairie.

## Geschichte
Der Ort wird in einer päpstlichen Bulle aus dem Jahr 1106 als Soihercurt erstmals erwähnt. Im Mittelalter bestand hier ein Leprosenhaus.
Die Familie de Soyécourt gehörte zum ältesten französischen Adel. Die Burgunder zerstörten unter Karl dem Kühnen 1472 ihr Schloss. Die Besitzungen gingen 1581 an die Familie de Belleforière über.
Im Bois des Soyécourt fanden während der Schlacht an der Somme im Sommer 1916 schwere Kämpfe statt. Soyécourt wurde im Ersten Weltkrieg vollständig zerstört. Obwohl in der Zone rouge gelegen, wurde der Ort nach 1920 auf Druck der Einwohner und mit Unterstützung u. a. der Stadt Châtellerault wieder aufgebaut.
Die Gemeinde erhielt als Auszeichnung das Croix de guerre 1914–1918.
Im Zweiten Weltkrieg fanden hier im Juni 1940 erneut Kämpfe statt.

## Einwohner
| 1962 | 1968 | 1975 | 1982 | 1990 | 1999 | 2006 | 2010 |
| ---- | ---- | ---- | ---- | ---- | ---- | ---- | ---- |
| 213  | 191  | 150  | 169  | 185  | 204  | 192  | 185  |

## Verwaltung
Bürgermeister (maire) ist seit 2001 Luc Maille.

## Sehenswürdigkeiten
- Die nach 1920 wiederaufgebaute Kirche Saint-Martial mit einem als Monument historique klassifizierten Taufbecken.
- Das Kriegerdenkmal, eine Serienproduktion der Werkstätten Rombaux-Rolland, aus dem Jahr 1925.
- Der Wald von Wallieux mit Spuren des Ersten Weltkriegs, der zum Circuit du Souvenir gehört, mit einer Skulptur von Ernest Pignon-Ernest.